# Ed Begley Jr.
Edward James "Ed" Begley, Jr., född 16 september 1949 i Los Angeles, Kalifornien, är en amerikansk skådespelare och miljöaktivist.

## Biografi
Ed Begley Jr föddes i Los Angeles 1949. Hans mor var Allene Jeanne Sanders och hans far var den oscarsvinnande skådespelaren Ed Begley. När Begley Jr föddes var hans far gift med Amanda Huff som dog när han var 7 år gammal. Begley Jr trodde Huff var hans mor fram tills han var 16 år. Det var på senare år han blev bekant med sin biologiska mor. Begley Jr. växte upp i Buffalo och gick senare i en katolsk privatskola i Lewiston, New York. När han var 13 år flyttade familjen tillbaka till Los Angeles där han senare examinerades från Los Angeles Valley College.
Begley Jr. har medverkat i hundratals filmer och tv-serier. Han har också stått på teaterscenen. Han har antagligen blivit mest uppmärksammad för sin genombrottsroll som Dr. Victor Ehrlich i TV-serien St. Elsewhere (1982–1988) vilken han mottog sex Emmy Award-nomineringar, sex år i rad, för. Han fick även en Golden Globe-nominering för rollen. Han har sagt att det är hans favoritroll. Han är också känd för sina många medverkande i mockumentärer, särskilt med regissören Christopher Guest där han synts i Best in Show (2000), A Mighty Wind (2003), For Your Consideration (2006) och Mascots (2016). Han har även synts i de hyllade mockumentärerna Spinal Tap (1984) och Reboot Camp (2020). 

## Privatliv och aktivism
Ed Begley, Jr. har en son och en dotter i sitt första äktenskap med Ingrid Taylor. År 2000 gifte han sig med skådespelaren Rachelle Carson, de har en dotter. Han var nära att dö 1972 efter att ha blivit knivhuggen flera gånger under ett rån.
Begley Jr. blev diagnosticerad med Parkinsons sjukdom 2016.
Han har varit miljöaktivist sen 1970 då han köpte en av marknadens första elbilar (ett golfbilsliknande fordon), började återvinna och blev vegan. Hans hem på 147 m² drivs på solceller och vindkraft. Till sin brödrost har han en cykel som genererar el åt den. Han är omtalad för att han cyklar och åker kollektivtrafik. Åren 2023 och 2024 sågs han åka tunnelbanan till Oscarsgalan.
Begley Jr. och hans vän Bill Nye tävlar om vem som har lägst koldioxidavtryck.

## Filmografi i urval

### Film
| År   | Titel                                           | Roll                      | Notering                  |
| ---- | ----------------------------------------------- | ------------------------- | ------------------------- |
| 1969 | The Lottery                                     | Jack Watson               | Kortfilm                  |
| 1969 | The Computer Wore Tennis Shoes                  | J. Flanderka              | Okrediterad               |
| 1972 | Now You See Him, Now You Don't                  | Druffle                   |                           |
| 1972 | Evil Roy Slade                                  | Make                      | TV-film                   |
| 1973 | Charley and the Angel                           | Derwood Moseby            |                           |
| 1973 | Showdown                                        | Pook                      |                           |
| 1973 | Superdad                                        | The Gang                  |                           |
| 1974 | Cockfighter                                     | Tom Peeples               |                           |
| 1976 | Stay Hungry                                     | Lester                    |                           |
| 1977 | Handle with Care                                | The Priest                |                           |
| 1977 | Lust of a Eunuch                                | Lu Ta                     | Kortfilm                  |
| 1978 | Blue Collar                                     | Bobby Joe                 |                           |
| 1978 | Battlestar Galactica                            | Flight Sergeant Greenbean |                           |
| 1978 | Record City                                     | Pokey                     |                           |
| 1978 | Goin' South                                     | Whitney Haber             |                           |
| 1978 | The One and Only                                | The King                  |                           |
| 1979 | Hardcore                                        | Soldier                   | Medverkar i film i filmen |
| 1979 | Airport 80 - Concorde                           | Rescuer #1                |                           |
| 1979 | The In-Laws                                     | Barry Lutz                |                           |
| 1981 | Private Lessons                                 | Jack Travis               |                           |
| 1981 | Buddy Buddy                                     | Löjtnant #1               |                           |
| 1982 | En officer och gentleman                        | Instruktör                | Röstroll                  |
| 1982 | Cat People                                      | Joe Creigh                |                           |
| 1982 | Eating Raoul                                    | Hippie                    |                           |
| 1982 | Young Doctors in Love                           | Lyle August               |                           |
| 1982 | Voyager from the Unknown                        | Wilbur Wright             |                           |
| 1982 | The Entity                                      | Olika roller              | Röstroll                  |
| 1983 | Get Crazy                                       | Colin Beverly             |                           |
| 1983 | Streets of Fire                                 | Ben Gunn                  |                           |
| 1984 | Protocol                                        | Mr. Hassler               |                           |
| 1984 | Spinal Tap                                      | John 'Stumpy' Pepys       |                           |
| 1985 | Transylvania 6-5000                             | Gil Turner                |                           |
| 1985 | Waiting to Act                                  | Ed                        |                           |
| 1987 | Amazon Women on the Moon                        | Griffin                   |                           |
| 1987 | Celebration Family                              | Jake Foreman              | TV-film                   |
| 1987 | The Incredible Ida Early                        | Paul Sutton               | TV-film                   |
| 1988 | Den tillfällige turisten                        | Charles Leary             |                           |
| 1988 | Spies, Lies & Naked Thighs                      | Alan                      | TV-film                   |
| 1989 | Scenes from the Class Struggle in Beverly Hills | Peter Hepburn             |                           |
| 1989 | En hon-djävuls liv och lustar                   | Bob Pattchet              |                           |
| 1990 | Meet the Applegates                             | Richard P. Applegate      |                           |
| 1990 | The Great Los Angeles Earthquake                | Jerry Soloway             | TV-film                   |
| 1991 | Chance of a Lifetime                            | Darrel                    | TV-film                   |
| 1992 | Dark Horse                                      | Jack Mills                |                           |
| 1992 | Running Mates                                   | Chapman Snow              | TV-film                   |
| 1993 | Even Cowgirls Get the Blues                     | Rupert                    |                           |
| 1994 | Renaissance Man                                 | Jack Martin               |                           |
| 1994 | Pagemaster – den magiska resan                  | Alan Tyler                |                           |
| 1994 | Greedy                                          | Carl McTeague             |                           |
| 1994 | Rave Review                                     | Bert                      |                           |
| 1995 | Storybook                                       | Pouch                     |                           |
| 1995 | Batman Forever                                  | Fred Stickley             | Okrediterad               |
| 1996 | Hourglas                                        | Cecil Dish                |                           |
| 1996 | Santa with Muscles                              | Ebner Frost               |                           |
| 1997 | The Lay of the Land                             | Harvey Dankworth          |                           |
| 1997 | Ms. Bear                                        | Greg Bradley              |                           |
| 1997 | Joey                                            | Ted Ross                  |                           |
| 1998 | I'm Losing You                                  | Zev                       |                           |
| 1998 | Familjen Addams återförenas                     | Phillip Adams             |                           |
| 2000 | Best in Show                                    | Mark Schafer              |                           |
| 2001 | Get over it                                     | Frank Landers             |                           |
| 2001 | Anthrax                                         | Brent Krawford            |                           |
| 2001 | Diary of a Sex Addict                           | Dr. Aaron Spencer         |                           |
| 2002 | Bug                                             | Hälsoinspektör            |                           |
| 2002 | Auto Focus                                      | Mel Rosen                 |                           |
| 2003 | Net Games                                       | John Fielding             |                           |
| 2003 | A Mighty Wind                                   | Lars Olfen                |                           |
| 2003 | Going Down                                      | Oscar Earnest             |                           |
| 2004 | Stateside                                       | Father Concoff            |                           |
| 2004 | Raising Genius                                  | Dr. Curly Weeks           |                           |
| 2004 | Hair High                                       | Sidney Cheddar            | Röstroll                  |
| 2005 | Back By Midnight                                | Robert Wade               |                           |
| 2005 | Desolation Sound                                | Doug Shepard              |                           |
| 2006 | Relative Strangers                              | Mr. Manoire               |                           |
| 2006 | For Your Consideration                          | Sandy Lane                |                           |
| 2006 | The Elder Son                                   | Leonard                   |                           |
| 2007 | One Long Light                                  | Joel                      |                           |
| 2007 | Hard Four                                       | Guvernör Begley           |                           |
| 2008 | Fly Me to the Moon                              | Poopchev                  | Röstroll                  |
| 2008 | Pineapple Express                               | Robert Anderson           |                           |
| 2008 | Recount                                         | David Boies               | TV-film                   |
| 2009 | Tripping Forward                                | James Comey               |                           |
| 2009 | Whatever Works                                  | John Celestine            |                           |
| 2009 | 21 and a Wake-Up                                | Ritchie                   |                           |
| 2010 | The Penthouse                                   | Nicholas                  |                           |
| 2010 | Sammys äventyr – Den hemliga vägen              | GreenPeace arbetare       | Röstroll                  |
| 2011 | What's Your Number?                             | Mr. Darling               |                           |
| 2012 | Making Change                                   | Simmons                   |                           |
| 2013 | Armed Response                                  | Officer Krupke            |                           |
| 2014 | You're Not You                                  | Uncle Roger               |                           |
| 2015 | Climate Change Denial Disorder                  | Politiker                 | Kortfilm                  |
| 2016 | Time Toys                                       | Wiz                       |                           |
| 2016 | Ghostbusters                                    | Ed Mulgrave               |                           |
| 2016 | Mascots                                         | A.J. Blumquist            |                           |
| 2017 | Girlfriend's Day                                | Butler                    |                           |
| 2017 | CHiPs                                           | Wasp Driver               |                           |
| 2017 | Lucky                                           | Dr. Christian Kneedler    |                           |
| 2018 | Making Babies                                   | Dr. Remis                 |                           |
| 2018 | Book Club                                       | Tom                       |                           |
| 2019 | Bixler High Private Eye                         | Charlie Dewitt            |                           |
| 2019 | Plus One                                        | Chuck                     |                           |
| 2020 | Reboot Camps                                    | John Lehman               |                           |
| 2022 | Amsterdam                                       | Senator Bill Meekins      |                           |

### TV
| År        | Titel                              | Roll                      | Notering                                                              |
| --------- | ---------------------------------- | ------------------------- | --------------------------------------------------------------------- |
| 1967      | My Three Sons                      | Marv                      | Avsnitt: "The Computer Picnic"                                        |
| 1969-1972 | Room 222                           | Olika karaktärer          | 7 avsnitt                                                             |
| 1970      | The Immortal                       | Butiksbiträde             | Avsnitt: "White Elephants Don't Grow on Trees"                        |
| 1971      | The Bill Cosby Show                | Student #2                | Avsnitt: "To Each According to His Appetite"                          |
| 1971      | Adam-12                            | Bud                       | Avsnitt: "Million Dollar Bluff"                                       |
| 1971      | The F.B.I.                         | Youngblood                | Avsnitt: "The Deadly Gift"                                            |
| 1971      | Owen Marshall: Counselor at Law    | Howard Dubberly           | Avsnitt: "Shadow of a Name"                                           |
| 1971      | Nanny and the Professor            | Richie Cooper             | Avsnitt: "The Great Debate"                                           |
| 1972      | Mannix                             | Attendant                 | Avsnitt: "Babe in the Woods"                                          |
| 1972      | Maude                              | Ung man                   | Avsnitt: "Maude's Problem"                                            |
| 1972      | Brottsplats: San Francisco         | Jimmy Sanders             | Avsnitt: "Programmed for Panic"                                       |
| 1972      | The Doris Day Show                 | Wally                     | Avsnitt: "Debt of Honor"                                              |
| 1973      | Love, American Style               | Dick                      | Avsnitt: "Love and the Happy Family"                                  |
| 1973-1974 | Roll Out                           | Löjtnant Robert Chapman   | 12 avsnitt                                                            |
| 1974      | Gänget och jag                     | Hank                      | Avsnitt: "The Deadly Dares"                                           |
| 1974      | Insight                            | Olika karaktärer          | 3 avsnitt                                                             |
| 1975      | Medical Center                     | Greg Duncan               | Avsnitt: "Survivors"                                                  |
| 1975      | Baretta                            | Ernie                     | Avsnitt: "A Bite of the Apple"                                        |
| 1976      | Mary Hartman, Mary Hartman         | Steve                     | 13 avsnitt                                                            |
| 1976      | Starsky och Hutch                  | Harv Schwab               | Avsnitt: "Murder at Sea"                                              |
| 1977-1981 | Quincy                             | Olika karaktärer          | 3 avsnitt                                                             |
| 1978      | Wonder Woman                       | Harold Farnum             | 2 avsnitt                                                             |
| 1978-1979 | Battlestar Galactica               | Flight Sergeant Greenbean | 5 avsnitt                                                             |
| 1978-1981 | Fantasy Island                     | Olika karaktärer          | 2 avsnitt                                                             |
| 1978      | Columbo                            | Olika karaktärer          | 2 avsnitt                                                             |
| 1979      | M*A*S*H                            | Menig Paul Conway         | Avsnitt: "Too Many Cooks"                                             |
| 1979      | Laverne & Shirley                  | Robert "Bobby" Feeney     | 2 avsnitt                                                             |
| 1979      | Charlies änglar                    | Kenny                     | Avsnitt: "Angels on Skates"                                           |
| 1980      | Barnaby Jones                      | Lindy Powell              | Avsnitt: "Death Is the Punchline"                                     |
| 1981      | Riker                              | Ed                        | Avsnitt: "Honkytonk"                                                  |
| 1982      | Voyagers!                          | Wilbur Wright             | Avsnitt: "Voyagers"                                                   |
| 1982      | Richie Rich                        | Olika karaktärer          | Röstroll, 4 avsnitt                                                   |
| 1982-1988 | St. Elsewhere                      | Dr. Victor Ehrlich        | 137 avsnitt                                                           |
| 1983      | The New Leave It to Beaver         | Whitey                    | Avsnitt: "Still the Beaver"                                           |
| 1983      | Kärlek ombord                      | Allan Bundy               | Avsnitt: "Side by Side/A Fish Out of Water/Rub Me Tender"             |
| 1984      | Tales of the Unexpected            | George Princey            | Avsnitt: "Wet Saturday"                                               |
| 1984      | Smurfarna                          | Olika karaktärer          | Röstroll, 2 avsnitt                                                   |
| 1984      | Saturday Night Live                | Värd                      | Avsnitt: "Ed Begley Jr/Billy Squier"                                  |
| 1985      | Tall Tales & Legends               | Ichabod Crane             | Avsnitt: "The Legend of Sleepy Hollow"                                |
| 1985      | George Burns Comedy Week           | Tiny Timothy              | Avsnitt: "Christmas Carol II the Sequel"                              |
| 1986      | You Are the Jury                   | Brian Spears              | Avsnitt: "The State of Arizona vs. Dr. Evan Blake"                    |
| 1987      | Pound Puppies                      | Snake                     | Röstroll, 2 avsnitt                                                   |
| 1990      | Timeless Tales from Hallmark       | Bertram                   | Röstroll, avsnitt: "The Elves and the Shoemake"                       |
| 1990      | Not a Penny More, Not a Penny Less | Stephen Bradley           |                                                                       |
| 1990-1991 | Parenthood                         | Gil Buckman               | 12 avsnitt                                                            |
| 1992      | Batman: The Animated Series        | Charlie Collins / Germs   | 2 avsnitt                                                             |
| 1992      | Home Fires                         | Okänd                     | Avsnitt: "Fathers and sons"                                           |
| 1993      | Roseanne                           | Rektor Alexander          | Avsnitt: "Crime and Punishment"                                       |
| 1993      | Röster från andra sidan graven     | Judd Campbell             | Avsnitt: "Death of Some Salesmen"                                     |
| 1994      | Winnetka Road                      | Glenn Barker              | 6 avsnitt                                                             |
| 1994      | World War II: When Lions Roared    | Harry Hopkins             |                                                                       |
| 1994      | Mrs. Piggle-Wiggle                 | Mr. Bean                  | 2 avsnitt                                                             |
| 1995      | Duckman                            | Barry Brittle             | Röstroll, avsnitt: "Research and Destroy"                             |
| 1996      | Touched by an Angel                | Chris Carpenter           | Avsnitt: "Til We Meet Again"                                          |
| 1996      | Tredje klotet från solen           | Jeff                      | Avsnitt: "Green-Eyed Dick"                                            |
| 1996      | Dave's World                       | Watterson                 | Avsnitt: "Stayin' Alive"                                              |
| 1996      | Star Trek: Voyager                 | Henry Starling            | Avsnitt: Future's End"                                                |
| 1997      | Meego                              | Dr. Edward Parker         | 13 avsnitt                                                            |
| 1997      | The Drew Carey Show                | Dr. Chris Vanderkamp      | Avsnitt: "Cap-Beer-Cino"                                              |
| 1997      | Sabrina tonårshäxan                | Mr. Jeremy T. Rothwell    | Avsnitt: "Trial by Fury"                                              |
| 1997      | The Nanny                          | Tom Rosenstein            | Avsnitt: "You Bette Your Life"                                        |
| 1998      | Rugrats                            | Bob                       | Röstroll, avsnitt: "Baking Dil/Hair"                                  |
| 1998      | Ellen                              | Sig själv                 | Avsnitt: "When Ellen Talks, People Listen"                            |
| 1999      | Advokaterna                        | Dr. Foster                | Avsnitt: "Day in Court"                                               |
| 1999-2003 | Sjunde himlen                      | Dr. Hank Hastings         | 16 avsnitt                                                            |
| 1999      | The Simpsons                       | Sig själv                 | Röstroll, Avsnitt: "Homer to the Max"                                 |
| 2000      | Batman Beyond                      | Dr. Peter Corso           | Röstroll, avsnitt: "April Moon"                                       |
| 2000      | Providence                         | Chuck Chance              | 5 avsnitt                                                             |
| 2001      | Vita huset                         | Seth Gillette             | Avsnitt: "The War at Home"                                            |
| 2001      | Titus                              | Bill                      | Avsnitt: "The Wedding"                                                |
| 2001      | Family Law                         | Ethan Beal                | Avsnitt: "Irreparable Harm"                                           |
| 2001      | The Agency                         | Lenny Musgrave            | 2 avsnitt                                                             |
| 2001-2005 | Six Feet Under                     | Hiram Gunderson           | 8 avsnitt                                                             |
| 2002      | Wednesday 9:30 (8:30 Central)      | Paul Weffler              | 8 avsnitt                                                             |
| 2002      | Scrubs                             | Dr. Bailey                | Avsnitt: "My Sacrificial Clam"                                        |
| 2002      | Dharma & Greg                      | Sig själv                 | Avsnitt: "Protecting the Ego-System"                                  |
| 2003-2005 | På spaning i New York              |                           | 2 avsnitt, enbart regissör                                            |
| 2004      | Static Shock                       | Dr. Donald Todd           | Röstroll, 2 avsnitt                                                   |
| 2004      | Kingdom Hospital                   | Dr. Jesse James           | 13 avsnitt                                                            |
| 2004-2005 | Jack & Bobby                       | Rev. Belknap              | 5 avsnitt                                                             |
| 2005      | All Grown Up!                      | Amish Father              | Röstroll, avsnitt: "R.V. Having Fun Yet?"                             |
| 2005      | Center of the Universe             | Dr. Harrisson             | Avsnitt: "It's the Principal of the Thing"                            |
| 2005      | Illeanarama                        | Sig själv                 | Avsnitt: "Pilot"                                                      |
| 2005-2019 | Arrested Development               | Stan Sitwell              | 15 avsnitt                                                            |
| 2006      | Three Moons Over Milford           | Miljonär                  | 2 avsnitt                                                             |
| 2006      | Las Vegas                          | Mr. Grimaldi              | Avsnitt: "Coyote Ugly"                                                |
| 2006-2007 | Boston Legal                       | Clifford Cabot            | 3 avsnitt                                                             |
| 2006-2007 | Veronica Mars                      | Cyrus O'Dell              | 6 avsnitt                                                             |
| 2006-2010 | Christine                          | Pastor Ed                 | 2 avsnitt                                                             |
| 2007-2011 | CSI: Miami                         | Scott O'Shay              | 5 avsnitt                                                             |
| 2008      | Ersättarna                         | Sig själv                 | Röstroll, avsnitt: "Dick Daring's All-Star Holiday Stunt Spectacular" |
| 2008      | King of the Hill                   | Stephens Davies           | Röstroll, avsnitt: "Behind Closed Door"                               |
| 2008-2009 | Gary Unmarried                     | Dr. Walter Krandall       | 12 avsnitt                                                            |
| 2009      | Hannah Montana                     | Woody                     | Avsnitt: "Would I Lie to You, Lilly?"                                 |
| 2009      | The Simpsons                       | Sig själv                 | Röstroll, avsnitt: "Gone Maggie Gone"                                 |
| 2009      | Party Down                         | Bruce Nesbitt             | Avsnitt: "Pepper McMasters Singles Seminar"                           |
| 2009      | Monk                               | Dr. Malcolm Nash          | Avsnitt: "Mr. Monk and the End"                                       |
| 2009      | Det ljuva havslivet                | Mayor Ragnar              | Avsnitt: "The Swede Life"                                             |
| 2009-2012 | Living with Ed                     | Sig själv                 | 23 avsnitt                                                            |
| 2010      | The Good Guys                      | Nate Bailey               | Avsnitt: "Old Dogs"                                                   |
| 2010      | Childrens Hospital                 | Senator Throman           | Avsnitt: "You Know No One Can Hear You, Right?"                       |
| 2010      | Big Time Rush                      | Sig själv                 | 2 avsnitt                                                             |
| 2011      | $#*! My Dad Says                   | Terry                     | Avsnitt: "The Better Father"                                          |
| 2011      | Off the Map                        | Hank                      | Avsnitt: "On the Mean Streets of San Miguel"                          |
| 2011      | CHAOS                              | Operative Corwin          | Avsnitt: "Molé"                                                       |
| 2011-2012 | Rizzoli & Isles                    | Dr. T. Pike               | 3 avsnitt                                                             |
| 2012      | Common Law                         | Dr. Van Waals             | 2 avsnitt                                                             |
| 2012      | Happy Endings                      | Sig själv                 | Avsnitt: "Meet the Parrots"                                           |
| 2012      | Raising Hope                       | Sig själv                 | Avsnitt: "I Want My Baby Back, Baby Back, Baby Back"                  |
| 2012-2018 | Portlandia                         | Ed, Wes                   | 6 avsnitt                                                             |
| 2013      | On Begley Street                   | Sig själv                 | 9 avsnitt                                                             |
| 2013      | Hot in Cleveland                   | Yogi                      | Avsnitt: "Fast and Furious"                                           |
| 2013      | The Office                         | Martin Hannon             | Avsnitt: "Finale"                                                     |
| 2013      | Rules of Engagement                | Reverend Todd             | Avsnitt: "100th"                                                      |
| 2013      | Family Tree                        | Al Chadwick               | 5 avsnitt                                                             |
| 2013-2014 | Betas                              | George "Murch" Murchison  | 7 avsnitt                                                             |
| 2014      | Regular Show                       | William                   | Röstroll, avsnitt: "Maxin' and Relaxin"                               |
| 2015-2016 | Blunt Talk                         | Teddy                     | 7 avsnitt                                                             |
| 2016-2022 | Better Call Saul                   | Clifford Main             | 14 avsnitt                                                            |
| 2016      | Glamour                            | Sig själv                 | Avsnitt: "#1.7387"                                                    |
| 2016      | Angie Tribeca                      | Bonnie                    | Avsnitt: "Electoral Dysfunction"                                      |
| 2016-2017 | Lady Dynamite                      | Joel Bamford              | 7 avsnitt                                                             |
| 2017      | Grace and Frankie                  | Mark                      | Avsnitt: "The Musical"                                                |
| 2017-2020 | Simma Lugnt, Larry!                | Dr. Winocur               | 2 avsnitt                                                             |
| 2017      | Future Man                         | Gabe Futturman            | 7 avsnitt                                                             |
| 2018      | Love                               | Mark Cruikshank           | 2 avsnitt                                                             |
| 2018-2019 | Modern Family                      | Jerry                     | 2 avsnitt                                                             |
| 2019      | Teachers                           | John-Paul Bennigan        | 2 avsnitt                                                             |
| 2019-2020 | Familjen Green i storstan          | Mr. Whistler              | Röstroll, 2 avsnitt                                                   |
| 2019-2020 | Bless This Mess                    | Rudolph "Rudy" Longfellow | 26 avsnitt                                                            |
| 2019-2024 | Young Sheldon                      | Dr. Grant Linkletter      | 37 avsnitt                                                            |
| 2021      | Mr. Mayor                          | Chet Danville             | Avsnitt: "#PalmTreeReform"                                            |
| 2021      | Svampbob Fyrkant                   | Rock T. Puss              | Röstroll, avsnitt: "Goofy Scoopers"                                   |
| 2022      | Queer as Folk                      | Winston Beaumont          | 3 avsnitt                                                             |
| 2023      | Not Dead Yet                       | Bill Irving               | Avsnitt: "Not Well Yet"                                               |